# الحياة الخاصة (مسلسل كوري)
الحياة الخاصة (هانغل: 사생활) هو مسلسل تلفزيوني كوري جنوبي عرض لأول على جي تي بي سي في 7 أكتوبر 2020 وهو متاح للبث في جميع أنحاء العالم على نتفليكس.

## القصة
تتحدث دراما “حياة خاصة” عن مجموعة من المحتالين يكتشفون أحد أسرار الدولة، وبسبب ذلك يجب عليهم أن يواجهوا أحد أكبر الشركات باستعمال قدراتهم.
“لو جونغ هوان” قائد فريق في شركة كبيرة، يبدو كموظف عادي، لكنه رجل غامض. بينما “تشا جو أون” تبدوا لطيفة وبريئة لكنها محتالة، تحتال لتعيل نفسها. أما “جونغ بوك كي” فهي محتالة محترفة تطارد المحتالين الآخرين. وهي فتاة راقية وجذابة. تعمل مع شريكها “كيم جاي ووك”.

## طاقم

### 
- جيونغ بيو في دور لي جونغ هوان[3]
- سوهيون في دور تشا جو ايون
- كيم هيو جين : في دور جونغ بو كي
- كيم يونغ مين في دور كيم جاي ووك
- بارك سونغ-جون في دور تشا هيون وو
- سونغ سون-مي في دور كيم مي سوك
- تاي وون-سي في دور هان سون

## المشاهدات
الحياة الخاصة  : مشاهدو كوريا الجنوبية لكل حلقة (بالآلاف)
| رقم الحلقة | رقم الحلقة | رقم الحلقة | رقم الحلقة | رقم الحلقة | رقم الحلقة | رقم الحلقة | رقم الحلقة | رقم الحلقة | رقم الحلقة | رقم الحلقة | رقم الحلقة | رقم الحلقة | رقم الحلقة | رقم الحلقة | رقم الحلقة | رقم الحلقة | معدل |
| الموسم     | 1          | 2          | 3          | 4          | 5          | 6          | 7          | 8          | 9          | 10         | 11         | 12         | 13         | 14         | 15         | 16         | معدل |
| ---------- | ---------- | ---------- | ---------- | ---------- | ---------- | ---------- | ---------- | ---------- | ---------- | ---------- | ---------- | ---------- | ---------- | ---------- | ---------- | ---------- | ---- |
| 1          | 592        | 587        | —          | —          | —          | —          | —          | —          | غير متاح   | غير متاح   | غير متاح   | غير متاح   | غير متاح   | غير متاح   | غير متاح   | غير متاح   | N/A  |

متوسط تقييمات مشاهدة التلفزيون 
| الحلقة | تاريخ البث     | تقييمات "نيلسن كوريا"الجمهور ( | تقييمات "نيلسن كوريا"الجمهور ( |
| الحلقة | تاريخ البث     | على الصعيد الوطني              | سيول                           |
| ------ | -------------- | ------------------------------ | ------------------------------ |
| 1      | 7 أكتوبر 2020  | 2.522٪                         | 2.816٪                         |
| 2      | 8 أكتوبر 2020  | 2.235٪                         | N/A                            |
| 3      | 14 أكتوبر 2020 | 2.030٪                         | N/A                            |
| 4      | 15 أكتوبر 2020 | 1.952٪                         | N/A                            |
| 5      | 21 أكتوبر 2020 | 1.721%                         | N/A                            |
| 6      | 22 أكتوبر 2020 | 1.491%                         | N/A                            |
| 7      | 28 أكتوبر 2020 | 1.592%                         | N/A                            |
| 8      | 29 أكتوبر 2020 | 1.970%                         | N/A                            |
| 9      | 4 نوفمبر 2020  | 1,609%                         | N/A                            |
| 10     | 5 نوفمبر 2020  | 1,487%                         | N/A                            |
| 11     | 11 نوفمبر 2020 | 1.505%                         | N/A                            |
| 12     | 12 نوفمبر 2020 | 1.913٪                         | N/A                            |
| 13     | 18 نوفمبر 2020 | 1.669%                         | N/A                            |
| 14     | 19 نوفمبر 2020 | 1.608%                         | N/A                            |
| 15     | 25 نوفمبر 2020 | 1.217%                         |                                |
| 16     | 26 نوفمبر 2020 | 1.507%                         |                                |
| معدل   | معدل           | ٪                              | ٪                              |

| الأسبوع 1 | الأسبوع 2 | الأسبوع 3 | الأسبوع الرابع | الأسبوع الخامس | الأسبوع السادس | الأسبوع السابع | الأسبوع الثامن |
| --------- | --------- | --------- | -------------- | -------------- | -------------- | -------------- | -------------- |
| 6         | 1         | 1         | 1              |                |                |                |                |

## الإنتاج
تمت القراءة الأولى للسيناريو في أبريل 2020 في مبنى جي تي بي سي في سانجام دونج، سيول، كوريا الجنوبية.
يمثل المسلسل أول دور تمثيلي لي جو كيونغ بيو منذ تسريحه للجيش في يناير 2020 وكذلك عودة كيم هيو جين إلى الشاشة الصغيرة بعد 8 سنوات.
كان من المقرر في الأصل عرض المسلسل لأول مرة في 16 سبتمبر 2020 ولكن تم تأجيله إلى 7 أكتوبر بسبب جائحة فيروس كورونا.

## روابط خارجية
الحياة الخاصة على موقع IMDb (الإنجليزية)
- الحياة الخاصة على موقع نتفليكس (الإنجليزية)
- الحياة الخاصة على موقع كينوبويسك (الروسية)
- الحياة الخاصة على موقع قاعدة بيانات الفيلم (الإنجليزية)